# Vasileios Pliatsikas
Vasileios Pliatsikas (Grieks: Βασίλειος Πλιάτσικας) (Athene, 14 april 1988) is een Grieks betaald voetballer die bij voorkeur speelt als verdedigende middenvelder. Hij tekende in juli 2009 een vierjarig contract bij FC Schalke 04, dat hem overnam van AEK Athene. In november 2008 debuteerde hij in het Grieks voetbalelftal.
Pliatsikas scheurde in januari 2010 tijdens een door Schalke belegd trainingskamp in Spanje zijn linkerkruisband af. Hij ging een revalidatieperiode van zes tot negen maanden in en kwam daardoor niet in aanmerking om geselecteerd te worden voor het WK 2010. In de play-off wedstrijden tegen Oekraïne waarin Griekenland zich voor het toernooi kwalificeerde, behoorde hij nog tot het nationale team.

## Cluboverzicht
| Seizoen  | Club          | Competitie    | Wedstrijden | Doelpunten |
| -------- | ------------- | ------------- | ----------- | ---------- |
| 2004-'05 | Chaidari FC   | Beta Ethniki  | 5           | 0          |
| 2005-'06 | AEK Athene    | Super League  | 3           | 0          |
| 2006-'07 | AEK Athene    | Super League  | 12          | 0          |
| 2007-'08 | AEK Athene    | Super League  | 8           | 0          |
| 2008-'09 | AEK Athene    | Super League  | 14          | 0          |
| 2009-'10 | FC Schalke 04 | Bundesliga    | 8           | 0          |
| 2010-'11 | FC Schalke 04 | Bundesliga    | 1           | 0          |
| 2011-'12 | MSV Duisburg  | 2. Bundesliga | 22          | 1          |
| 2012-'13 | FC Schalke 04 | Bundesliga    | 0           | 0          |